# Bryum hawaiicum
Bryum hawaiicum là một loài Rêu trong họ Bryaceae. Loài này được Hoe mô tả khoa học đầu tiên năm 1974.